# Muneng (Sumberasih)
Muneng is een bestuurslaag in het regentschap Probolinggo van de provincie Oost-Java, Indonesië. Muneng telt 4758 inwoners (volkstelling 2010).